# Pockenepidemie an der Pazifikküste Nordamerikas ab 1775
Die Pockenepidemie an der Pazifikküste Nordamerikas ab 1775 wurde aller Wahrscheinlichkeit nach von spanischen Entdeckerschiffen eingeschleppt. Ihren Schwerpunkt hatte sie wahrscheinlich im Gebiet des heutigen US-Bundesstaats Washington, vor allem um den Puget Sound und an der Westküste. Dort fielen ihr schätzungsweise 30 % der Bevölkerung zum Opfer, möglicherweise mehr, viele Überlebende litten an schweren Gesundheitsfolgen. Die Gesamtzahl der Opfer wird auf über 11.000 geschätzt. Aufgrund dieser und weiterer Epidemien blieben von den ursprünglich ca. 36.000 Einwohnern bis um 1850 nur rund 9.000 am Leben.
Es war die erste Pockenepidemie an der Pazifikküste, und ihr fielen mehrere Stämme zum Opfer. Ihr Ausbreitungsgebiet reichte von Oregon bis Alaska, und sie dürfte die regionalen Kulturen in einem bisher kaum abschätzbaren Ausmaß geschädigt haben.

## Die Berichte der Vancouver-Expedition

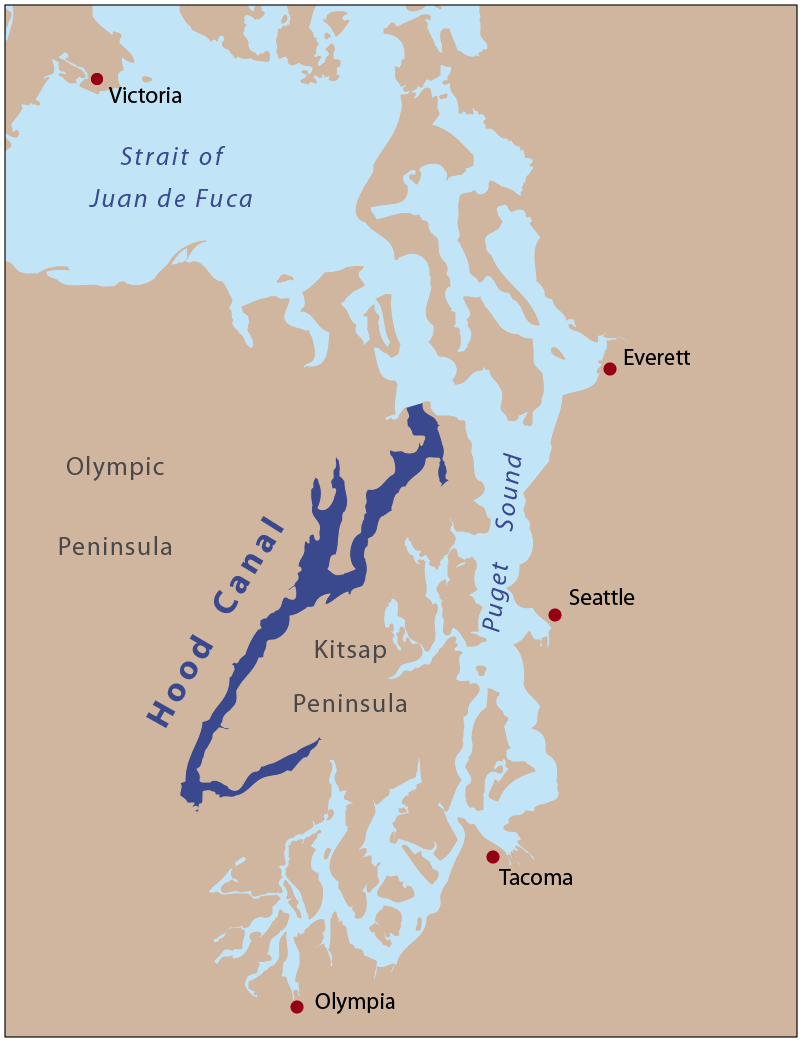
Hood-Kanal

Am 12. Mai 1792 notierte der Expeditionsteilnehmer Archibald Menzies: „Viele Indianer von Pocken gezeichnet – eine Anzahl von ihnen hat ein Auge verloren“. Zwei Tage später notierte der Expeditionsleiter George Vancouver, dass zwei Tage zuvor seine Leute einen Mann am Hood-Kanal angetroffen hatten, der schwer unter Pocken gelitten hatte. „Die bedauerliche Krankheit ist nicht nur allgemein verbreitet, sondern man muss verstehen, dass sie unter ihnen höchst tödlich ist, da ihre unauslöschlichen Anzeichen bei vielen zu sehen sind; viele haben das Sehvermögen auf einem Auge verloren, wobei festgestellt wurde, dass es meistens das linke war, was dem krankheitserregenden Wirken dieses unheilvollen Übels zugeschrieben wird.“
Am 21. Mai entdeckte Peter Puget bei einer Begegnung mit einem Kanu im später nach ihm benannten Sound, dass zwei von den drei Ruderern auf dem rechten Auge blind waren, was auch er den Pocken zuschrieb. Anfang Juni ankerten die Expeditionsschiffe vor dem späteren Port Discovery am Eingang der Juan-de-Fuca-Straße. Vancouver notierte zu einem nahe gelegenen Dorf: „Die Häuser scheinen noch vor kurzem Wohnort der Indianer gewesen zu sein. Die Wohnstätten waren noch nicht im Verfall begriffen; das Innere, genauso wie ein kleiner umgebender Bereich, der noch vor kurzem bewohnt war, waren von Unkraut überwuchert; dazwischen fand man mehrere menschliche Schädel und andere Knochen, wild durcheinander gestreut“
Mitte Juni, an der Ostseite des Puget Sound, landeten Expeditionsteilnehmer nahe einem verlassenen Dorf, als sie die dort ansässigen Semiahmoo und die Boundary-Buchten erforschten. Das Dorf, ausreichend für 400 bis 500 Einwohner, war leer, und nur die „Skelette“ der Häuser waren noch zu sehen. Menzies notierte in seinem Journal: „Wir fanden nur wenige Bewohner in den Nordwestarmen vor, doch wenn man nach den verlassenen Dörfern urteilt, die sie während der Expedition angetroffen haben, scheint das Land früher viel zahlreicher bewohnt gewesen zu sein, als jetzt, obwohl sie sich keinen Reim darauf machen konnten, welche Ursache diese offensichtliche Entvölkerung“ gehabt haben mochte.
In seinem Buch The Coming of the Spirit of Pestilence, stellte Robert Boyd fest, dass saisonale Wanderungen für diese Art von Spuren keine ausreichende Erklärung bieten, von den Beschreibungen der Krankheitsfolgen ganz zu schweigen. Nur eine Epidemie konnte solche Spuren hinterlassen.

## Mündliche Überlieferung
Bei einigen Stämmen hat sich die Erinnerung an diese Katastrophe einen Weg in das kollektive Gedächtnis gebahnt. Charles Hill-Tout befragte in den 1890er Jahren einen alten Mann der Squamish. Doch brachte dieser die Epidemie mit einer Lachskrankheit in Verbindung. Dennoch weisen die symptomatischen Hautveränderungen, die kurze Inkubationszeit, die Ausbreitung von Lager zu Lager eher auf eine schnelle Epidemie hin.
Auch Edward S. Curtis befragte einen der Indianer vom Nordwesten der Vancouver-Insel, der von seinem Ur-Urgroßvater berichtete: „So groß war die Sterblichkeit in dieser Epidemie, dass es für die Überlebenden nicht möglich war, die Toten zu begraben. Sie rissen einfach die Häuser über ihnen nieder und ließen sie zurück“.
Da keine Impfung möglich war – sie wurde erst 1798 entdeckt und im Puget Sound wohl erstmals 1836–37 angewandt – dürften entsprechend der besser fassbaren Sterblichkeitsrate anderer, unvorbereiteter Völker, mindestens 30 % verstorben sein, vielleicht aber auch 50–70 %, wie 1862 bei den Haida.

## Das Verbreitungsgebiet
Es existieren Nachrichten über Pocken, die belegen, dass die Epidemie zwischen Alaska und Oregon grassierte. Nathaniel Portlock, ein englischer Pelzhändler, belegt ihr Auftreten 1787 bei Sitka in Alaska. Er erwartete dort ein zahlreiches Volk, doch notierte er: „Ich bemerkte den ältesten der Männer, der stark von Pocken gezeichnet war, ähnlich wie ein ungefähr 14-jähriges Mädchen … Der alte Mann … sagte mir, dass die Krankheit (distemper) eine große Zahl der Bewohner davongetragen habe, und dass er selbst zehn Kinder verloren habe“.
Noch die Teilnehmer der Lewis and Clark Expedition fanden am unteren Columbia River Spuren der Krankheit. Am 3. April 1806 notierte William Clark, dass „ein alter Mann … eine Frau vorzeigte, die schlimm von Pocken entstellt war, und er machte Zeichen, dass sie alle an der „disorder“ starben, die ihre Gesichter zeichnete, und dass sie nahe daran war, als Mädchen davon zu sterben“. Clark schätzte den Zeitpunkt des Ausbruchs auf 1776 bis 1778. Noch im Oktober 1805 hatte Clark die hohe Zahl der Menschen mit Erblindungen an der Mündung des Columbia River auf das ständige Jagen im Fluss und das grelle Sonnenlicht zurückgeführt, das im Winter zudem von den schneebedeckten Bergen reflektiert wurde.
Pelzhändler berichteten von ähnlichen Spuren, auch jenseits der Cascade Mountains. Im April 1829 hielt sich John Work, Angestellter der Hudson’s Bay Company, in Fort Colville auf, und berichtete über eine Pockenepidemie, die vielleicht vor fünfzig oder sechzig Jahren aufgetreten war. Nach seiner Meinung musste diese Krankheit immense Opfer gefordert haben.

## Bruno de Hezetas Schiff
Doch die Quelle dieser schnellen Katastrophe war lange unklar. Die russische Halbinsel Kamtschatka, die 1768 eine Pockenepidemie erlebt hatte, kam in Frage. Denkbar wäre auch eine Übertragung von Osten her, doch gilt dies als eher unwahrscheinlich.
Die 1775 in der Trinidad Bay in Kalifornien und bei den Quinault in Washington und auch bei Sitka in Alaska gelandeten Schiffe, die Juan Francisco de la Bodega y Quadra und Bruno de Heceta leiteten, sind wohl die wahrscheinlichsten Überträger. Darauf weist auch eine unbekannte Krankheit hin, die die Schiffsmannschaft der Santiago plagte.
Dieser ersten Pockenepidemie folgten weitere, wohl um 1800 bis 1801, dann weitere in den 1830er bis 1860er Jahren. Dazu kamen Grippe und Masern, die ebenfalls tausende das Leben kosteten.
Von der Pockenepidemie um 1800 ist bekannt, dass sie weit nach Osten ausgriff, oder von dort her kam. So waren dort die Omaha, die Ponca und andere Stämme, auf die die Expedition von Lewis und Clark traf, so stark betroffen, dass bis zu drei Viertel des Stammes daran verstarben.
Zumindest punktuell flackerte die Krankheit immer wieder auf, so 1790, als der Besuch eines Schiffs unter Führung des Spaniers Manuel Quimper im Juli 1790 bei der Beecher Bay First Nation die Krankheit übertrug, bei den Lower Elwha Klallam fanden sich bei Tse-whit-zen im Jahr 2005 mindestens 335 Skelette.

## Ursachen für die hohe Sterberate
Es greift zu kurz, wenn man davon ausgeht, dass es nur die Erstmaligkeit des Auftretens und damit die völlige Unbekanntheit des Erregers war, die zu einer derartig hohen Sterberate geführt hat – die Sterberate lag auch in Europa bei etwa einem Drittel. Dies war nur einer von mehreren Faktoren. Auch diejenigen, bei denen der Krankheitsverlauf möglicherweise leichter, jedenfalls nicht tödlich gewesen wäre, wurden auf dem Höhepunkt der Krankheit oftmals nicht mehr versorgt, weil so viele gleichzeitig betroffen waren, und verdursteten oder verhungerten. Das galt vor allem für Kinder, aber zu bestimmten Jahreszeiten, z. B. bei verstärkter Abhängigkeit von Jagderfolgen, auch für den Ausfall des Hauptversorgers. Zudem darf die völlige Verzweiflung nicht unterschätzt werden, die offenbar viele in den Selbstmord trieb.
Dazu kam, dass die Familien eng beieinander, oftmals mit mehreren Familien in einem Haus lebten. Schließlich waren die Heilmethoden, vor allem das Schwitzen, bei dieser Art von Krankheit nicht wirksam – im Gegenteil. So finden sich Berichte von den Cherokee, die angesichts der Pockenepidemie von 1738 massenhaft Hand an sich legten, ähnlich die Mandan 1837. Dabei spielten der Verlust der Nächsten, die völlige Auflösung der Gemeinschaft, aber auch körperliche Entstellung eine wichtige Rolle. Diese Selbstaufgabe wiederum dürfte die körpereigene Abwehr untergraben haben.